# GELI-Modellbau

GELI Nr. 1 Beech Bonanza

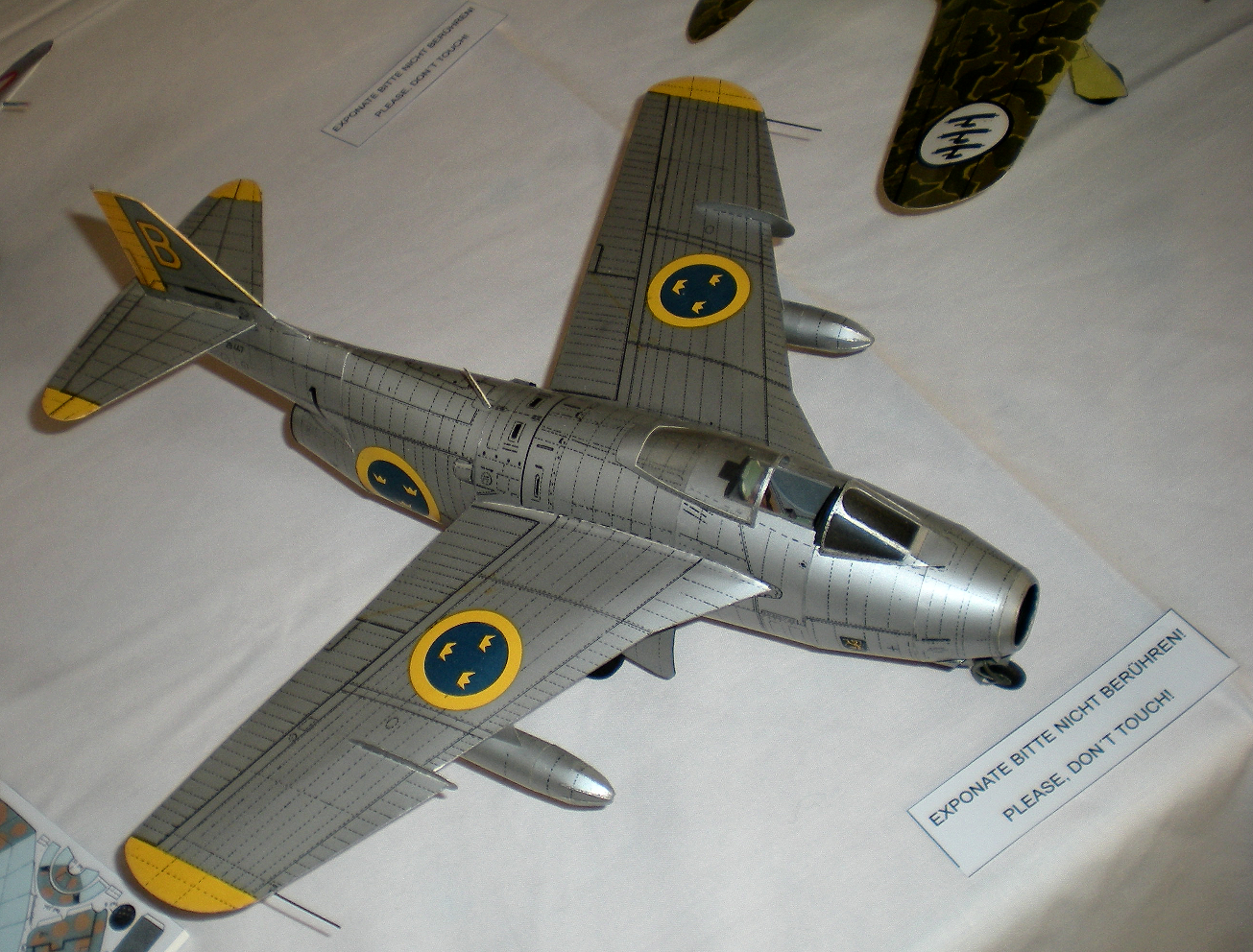
GELI Nr. 22 Saab J29 Tonne

GELI-Modellbau ist ein österreichisches Unternehmen, das Kartonmodellbaubögen zur Fertigung von zivilen und militärischen Flugzeugen im Maßstab 1:33 ein Drittel herstellt.

## Geschichte
1954 kamen zum ersten Mal Modellbaubögen unter dem Namen „GELI-Modellbau Gertud Litscher“ auf den Markt. Zeichner und Konstrukteur der Bögen war Karl Wittrich. Die ersten Bögen trugen noch den Namen „Gertraud Litscher“ als Schriftzug an der Unterseite der Modelle. Bald danach kamen die Bögen unter der Bezeichnung GELI-TECHNISCHER MODELLBOGEN heraus. Bis 2005 erschienen 65 Modelle aus der Feder von Karl Wittrich. Die Bögen wurden im Haus von Gertrud Litscher und Karl Wittrich in Klagenfurt von Hand gezeichnet und gedruckt. 2005 stellte Karl Wittrich seine Tätigkeit aus gesundheitlichen Gründen ein, vorerst ohne den Markennamen oder die Produktionsmittel abzugeben.
2011 wurden der Markenname und die Schutzrechte inklusive der gesamten Produktionsumgebung durch ein Team aus der Papier- und Grafikbranche übernommen. Neben den schon erschienen Modellen befanden sich auch mehrere bislang unveröffentlichte Arbeiten Wittrichs im Inventar.  Zur Unterscheidung zu den ursprünglich von Wittrich herausgegebenen Bögen liefen die neu produzierten Bögen unter der Bezeichnung „GELI Classic“. Ab 2016 werden umfassend restaurierte Bögen wieder unter der Bezeichnung „GELI“ angeboten.
Im Frühjahr 2021 ist Karl Wittrich im Alter von 96 Jahren verstorben.

## Modelle

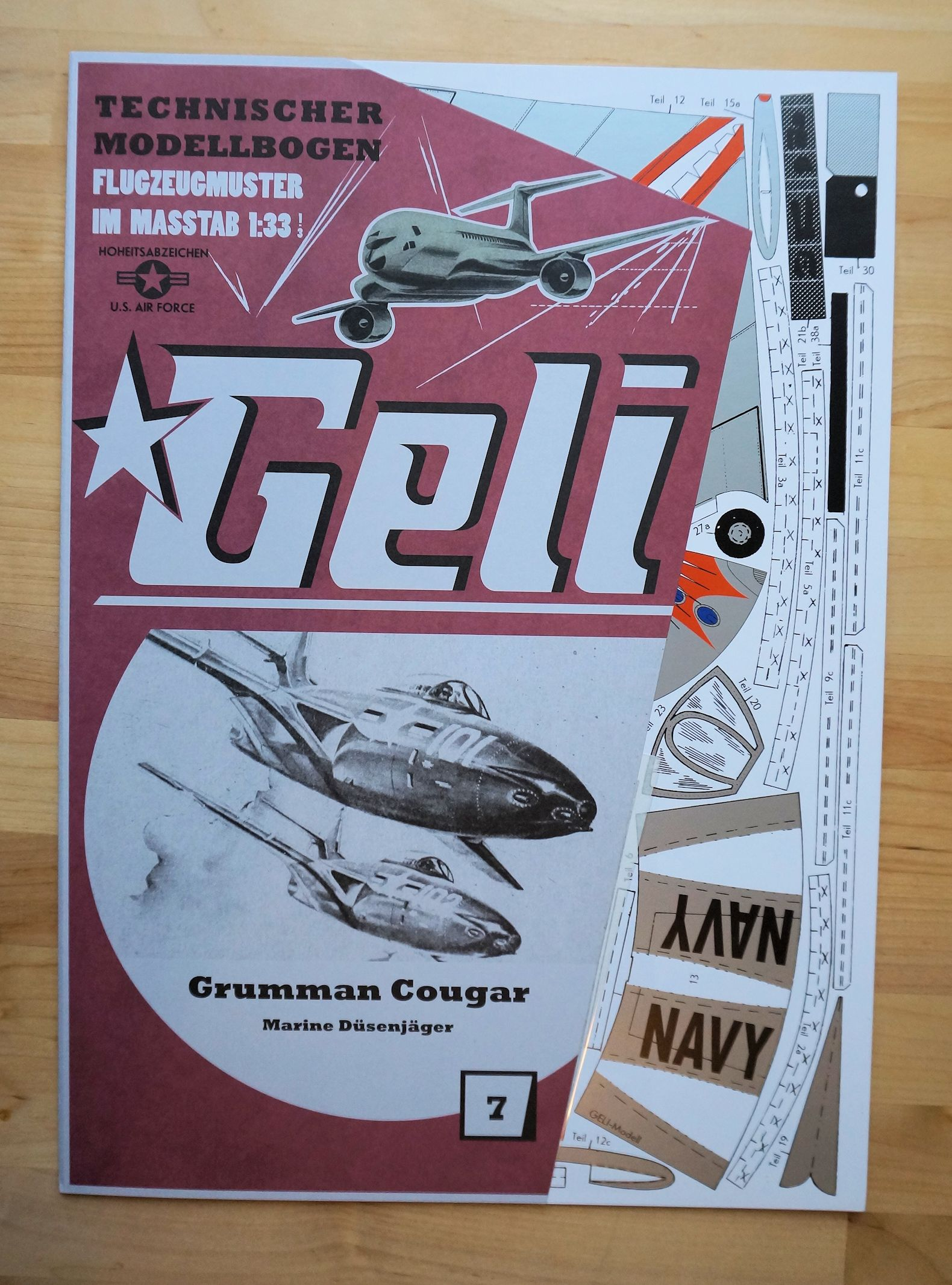
GELI Nr. 7 Grumman Cougar, Bogen aus der Auflage von 2016

Die Produktpalette wurde nach den Erscheinungsterminen der Modelle durchnummeriert, es sind über die Dauer des Bestehens von GELI ein bis zwei Modelle jährlich dazugekommen. Unter den neu erschienenen Modellen befindet sich eine Fokker E-III von Karl Wittrich (GELI Nr. 71). Unter den Nummern 72 und 73 erschien 2011 der in älteren Preislisten als #55 angekündigte Alpha Jet in zwei verschiedenen Farbvarianten – einerseits im Prototypanstrich und andererseits im Anstrich des JaboG 41. Ab 2016 werden die bisher unveröffentlichten Modelle GELI Nr. 74 Douglas A-4F Skyhawk und GELI Nr. 75 Blue Angels Douglas A-4F Skyhawk verlegt.
GELI Nr. 70 ist nur als Download erhältlich. Es handelt sich dabei um das GELI-Modell Nr. 48 (Saab J35 „Draken“) in der „Ostarrichi“-Sonderbemalung. Herr Wittrich hat dafür seine Erlaubnis erteilt.
Im November 2021 erfolgte die Ankündigung, dass die beiden letzten GELI-Modelle - die BAE 146 und die Vought A-7 Corsair II -, welche noch von Karl Wittrich konstruiert wurden und bisher nur in einem jeweils einzigen Prototypen existieren, in absehbarer Zeit aufgelegt werden.
| Modell Nr. | Typ laut Titelblatt            | Bezeichnung laut Titelblatt                   |
| ---------- | ------------------------------ | --------------------------------------------- |
| 1          | Beech „Bonanza“                | Amerikanisches Sportflugzeug                  |
| 2          | Supermarine „Spitfire“         | Englisches Jagdflugzeug                       |
| 3          | MIG 19 (Farmer)                | Russischer Überschall Düsenjäger              |
| 4          | Messerschmitt Me 110           | Deutscher Zerstörer                           |
| 5          | Dassault Mirage III            | Französischer Düsenjäger                      |
| 6          | Focke-Wulf FW 190              | Deutsches Jagdflugzeug                        |
| 7          | Grumman Cougar                 | Marine Düsenjäger                             |
| 8          | Messerschmitt Me 109F          | Deutsches Jagdflugzeug                        |
| 9          | North American Aviation „X-15“ | Amerikanische Weltraumrakete                  |
| 10         | Westland „Widgeon“             | Englischer Hubschrauber                       |
| 11         | Hawker „Hunter F6“             | Englisches Düsenjagdflugzeug                  |
| 12         | Fiat „G91“                     | Italienischer Erdkampfdüsenjäger              |
| 13         | Me 163                         | raketengetriebenes Jagdflugzeug               |
| 14         | Air Fouga „Magister“           | Französischer Düsentrainer                    |
| 15         | Messerschmitt Me 262           | Deutsches Jagdflugzeug                        |
| 16         | Jakovlev „Jak-11“              | Mittlerer Trainer                             |
| 17         | Jakovlev „Jak-25“              | Russischer Jagdbomber                         |
| 18         | Ju 87 „Stuka“                  | Deutsches Sturzkampfflugzeug                  |
| 19         | DeHavilland „Vampire“          | Englischer Düsentrainer                       |
| 20         | Fieseler Fi 103 (V1)           | Deutscher Selbstlenk-Bomber                   |
| 21         | Douglas „X-3“                  | U.S. Überschallforschung                      |
| 22         | Saab J29F „Tonne“              | Schwedisches Düsenjagdflugzeug                |
| 23         | Arado 234 „Blitz“              | Deutsches Düsenjagdflugzeug                   |
| 24         | Heinkel He 113                 | Deutsches Jagdflugzeug                        |
| 25         | F-104G „Starfighter“           | Amerikanischer Überschall-Düsenjäger          |
| 26         | „Sea Hawk“                     | Englischer Marien-Düsenjäger                  |
| 27         | F-100 „Super Sabre“            | Amerikanischer Überschall Düsenjäger          |
| 28         | Focke-Wulf FW 189              | Deutscher Nahaufklärer                        |
| 29         | Junkers „Ju 88“                | Deutsches Kampfflugzeug                       |
| 30         | Electric P1B „Lightning“       | Englischer Überschall Düsenjäger              |
| 31         | F105B Thunderchief             | U.S. Überschall Atomwaffenträger              |
| 32         | Dornier Do 215                 | Deutsches Kampfflugzeug                       |
| 33         | Hawker „Hurricane“             | Englisches Jagdflugzeug                       |
| 34         | Heinkel He 111                 | Deutsches Kampfflugzeug                       |
| 35         | Sud Aviation „Caravelle“       | Verkehrsflugzeug                              |
| 36         | Convair Delta-Dart             | Jagdbomber / Aufklärer                        |
| 37         | Douglas DC-3                   | Verkehrsflugzeug                              |
| 38         | „MiG-15“                       | Russischer Jagdbomber                         |
| 39         | Cessna 172                     | Amerikanisches Sportflugzeug                  |
| 40         | Sukhoi „Fishpot-B“             | Russischer Überschall Düsenjäger              |
| 41         | Vickers „Viscount“             | Turboprop. Verkehrsflugzeug                   |
| 42         | N.A.T6 „Texan“                 | Amerikanischer Jagdbombertrainer              |
| 43         | A3J „Vigilante“                | Marine Überschall Düsenjäger                  |
| 44         | Vickers „Wellington“           | Englischer schwerer Bomber                    |
| 45         | Saab 91D „Safir“               | Mittlerer Trainer                             |
| 46         | Westland Whirlwind             | Englischer Hubschrauber                       |
| 47         | Northrop „F-5A“                | Amerikanischer Überschall Düsenjäger          |
| 48         | Saab J35 „Draken“              | Schwedisches Düsenjagdflugzeug                |
| 49         | Zlin Z526                      | Tschechisches Kunstflugzeug                   |
| 50         | Dassault Falcon 70             | Franz. Geschäftsflugzeug                      |
| 51         | Saab 105Ö                      | Schwedisches Düsenjagdflugzeug                |
| 52         | F-4E Phantom II                | Amerik Überschall Düsenjäger                  |
| 53         | Douglas DC-9                   | Verkehrsflugzeug                              |
| 54         | MiG-25                         | Russischer Abfangjäger                        |
| 55         | Dornier Do-27                  | Reise-Schulung-Kunstflug                      |
| 56         | Fairey-Battle                  | Englisches Kampfflugzeug                      |
| 57         | Macchi MC.200 Saetta           | Italienisches Jagdflugzeug                    |
| 58         | Hawker Siddeley Harrier        | Britischer Senkrechtstarter                   |
| 59         | Sepecat Jaguar                 | Britisch/Französischer Jagdbomber             |
| 60         | McDonnell Douglas F-15 Eagle   | Amerikanischer Jäger/Bomber                   |
| 61         | F-14 Tomcat                    | Amerikanischer Abfangjäger                    |
| 62         | Fairchild A-10 Thunderbolt II  | Amerikanisches Erdkampfflugzeug               |
| 63         | Junkers Ju 52                  | Verkehrsflugzeug                              |
| 64         | General Dynamics YF-16         | U.S. Düsenjäger                               |
| 65         | McDonnell Douglas F 18 Hornet  | U.S. Überschall Superdüsenjäger               |
| 66         | Austrian Airlines Fokker 50    | Kurzstreckenturboprop                         |
| 67         | Panavia Tornado                | Mehrzweckkampfflugzeug                        |
| 68         | Saab AJ-37 „Viggen“            | Schwedischer Jagdbomber                       |
| 69         | Boeing 737-300                 | Jet Airliner                                  |
| 70         | Saab J35 „Ostarrichi“          | Schwedisches Düsenjagdflugzeug                |
| 71         | Fokker E.III                   | Jagdflugzeug 1915–1916                        |
| 72         | Alpha Jet                      | Leichter Jagdbomber/Trainer JaboG 41 - Husum  |
| 73         | Alpha Jet                      | Prototyp 02                                   |
| 74         | Douglas A-4F „Skyhawk“         | Amerikanischer Jagdbomber                     |
| 75         | Douglas A-4F „Skyhawk“         | Blue Angels                                   |
| 76         | Lockheed SR-71 „Blackbird“     | U.S. Aufklärungsflugzeug                      |
| 77         | Hughes AH-64A „Apache“         | Amerikanischer Kampfhubschrauber              |
| 78         | MiG-27 „Flogger D“             | Russischer Jagdbomber                         |
| 79         | Mitsubishi T-2                 | Japanischer Überschall-Trainer „Blue Impulse“ |
| 80         | BAE 146                        | Verkehrsflugzeug                              |
| 81         | MiG-29 „Fulcrum“               | Russischer Jagdbomber                         |
| 82         | McDonnel Douglas F/A-18 Hornet | Blue Angels                                   |